# Commonwealth Games 2018/Rhythmische Sportgymnastik
Bei den Commonwealth Games 2018 in Gold Coast, Australien, fanden vom 11. bis 13. April 2018 in der Rhythmischen Sportgymnastik sechs Wettbewerbe statt, alle für Frauen. Austragungsort war das Coomera Indoor Sports Centre.
Erfolgreichste Nation mit vier Goldmedaillen sowie jeweils einer weiteren Silber- und Bronzemedaille war Zypern. Neben einer Goldmedaille für die Mannschaft gewann Diamanto Evripidou den Einzelmehrkampf sowie die Wettbewerbe mit dem Reifen und dem Ball, darüber hinaus holte sie Silber mit dem Band und Bronze mit den Keulen.

## Ergebnisse

### Mannschaftsmehrkampf
| Platz | Land | Mannschaft                                           |
| ----- | ---- | ---------------------------------------------------- |
| 1     | CYP  | Diamanto Evripidou Eleni Ellina Viktoria Skittidi    |
| 2     | MAS  | Amy Kwan Sie Yan Koi Izzah Amzan                     |
| 3     | AUS  | Enid Sung Danielle Prince Alexandra Kiroi-Bogatyreva |

Datum: 11. April 2018

### Einzelmehrkampf
| Platz | Land | Sportlerin         |
| ----- | ---- | ------------------ |
| 1     | CYP  | Diamanto Evripidou |
| 2     | CAN  | Katherine Uchida   |
| 3     | MAS  | Amy Kwan           |

Datum: 12. April 2018

### Ball
| Platz | Land | Sportlerin                 |
| ----- | ---- | -------------------------- |
| 1     | CYP  | Diamanto Evripidou         |
| 2     | MAS  | Sie Yan Koi                |
| 3     | AUS  | Alexandra Kiroi-Bogatyreva |

Datum: 13. April 2018

### Band
| Platz | Land | Sportlerin         |
| ----- | ---- | ------------------ |
| 1     | MAS  | Amy Kwan           |
| 2     | CYP  | Diamanto Evripidou |
| 3     | MAS  | Sie Yan Koi        |

Datum: 13. April 2018

### Reifen
| Platz | Land | Sportlerin         |
| ----- | ---- | ------------------ |
| 1     | CYP  | Diamanto Evripidou |
| 2     | WAL  | Laura Halford      |
| 3     | MAS  | Amy Kwan           |

Datum: 13. April 2018

### Keulen
| Platz | Land | Sportlerin         |
| ----- | ---- | ------------------ |
| 1     | CAN  | Sophie Crane       |
| 2     | MAS  | Sie Yan Koi        |
| 3     | CYP  | Diamanto Evripidou |

Datum: 13. April 2018

## Medaillenspiegel
| Platz | Land       | Gold | Silber | Bronze | Gesamt |
| ----- | ---------- | ---- | ------ | ------ | ------ |
| 1     | Zypern     | 4    | 1      | 1      | 6      |
| 2     | Malaysia   | 1    | 3      | 3      | 7      |
| 3     | Kanada     | 1    | 1      | —      | 2      |
| 4     | Wales      | —    | 1      | —      | 1      |
| 5     | Australien | —    | —      | 2      | 2      |